# Matthew McNulty
Matthew McNulty, född 14 december 1982 i Manchester, är en brittisk skådespelare.
McNulty har bland annat medverkat i TV-serierna The Terror och The Bay. Han har även medverkat i filmen Greatest Days.

## Filmografi (i urval)
- 2006 – See No Evil: The Moors Murders (TV-serie)
- 2012–2013 – The Paradise (TV-serie)
- 2018 – The Terror (TV-serie)
- 2019 – The Bay (TV-serie)
- 2019 – Cleaning Up (TV-serie)
- 2023 – Greatest Days
- 2024 – Ember Manning: Fallet vid bryggan (TV-serie)